# Incendio de Canecão Mineiro
El incendio en Canecão Mineiro fue un incendio que se produjo en un concierto de una casa de shows en Belo Horizonte, Minas Gerais, Brasil, el 24 de noviembre de 2001. Siete personas murieron y 197 resultaron heridas.
Hoy en día donde funcionaba el antiguo local, se construyó otro.